# Cogeasca, Iași
Cogeasca este un sat în comuna Lețcani din județul Iași, Moldova, România. Este localizată la 47° 10' Nord și 27° 23'.
Satul Cogeasca este un sat situat în partea sud-estică a comunei Lețcani.
Sate vecine:
Nord-Lețcani
Sud-Cucuteni
Vest-Dumești și Păușești
Sud-Horlești și Scoposeni. Est. Este situat la o distanta de 21 de km fata de municipiul Iasi.

## Învățământ
Școala din acest sat poartă numele preotului Isaia Teodorescu care s-a chinuit foarte mult de-a lungul vieții să construiască o școală în acest sat, dar acest lucru sa realizat abia după moartea lui. Școala este una modernă cu laptopuri și videoproiectoare în fiecare sală de curs, școala având în prezent în jur de 300 de elevi.
Acest sat este un sat care este într-o modernizare continuă. Există conexiune la internet în tot satul, toate casele locuite sunt conectate la electricitate și o mare parte din cetățeni au apa curentă. Drumul principal este asfaltat și populația satului este în creștere, numărul de case noi construite în sat fiind în continuă creștere.

## Monumente istorice

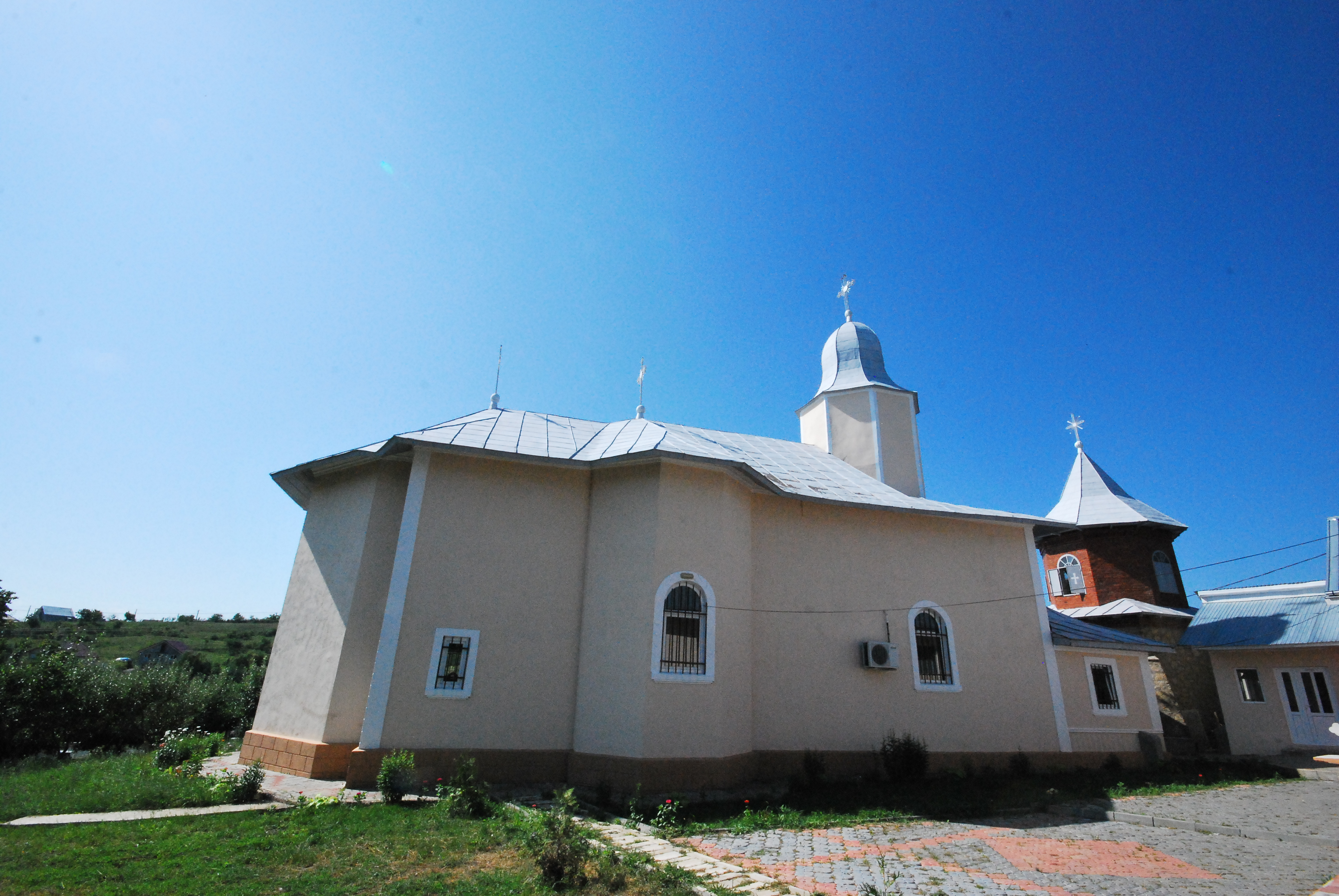
Biserica „Sf. Spiridon”

### Monumente de arheologie
- Situl arheologic de la Cogeasca, punct „Moară” („Dealul Rușilor”); IS-I-s-B-03556

### Monumente de arhitectură
- Biserica „Sf. Spiridon” (secolul XVIII); IS-II-m-B-04128
- Biserica „Nașterea Sf. Ioan” (1848); IS-II-m-B-04127

## Personalități marcante
De acest sat sunt legate personalități precum Ion Creangă, fiindui profesor Isaia Teodorescu ,un Cogeștean și Aurel Leon (jurnalist).
- Aurel Leon (1911-1996), jurnalist. scriitor român